# Felsritzungen von Basteröd
Die Felsritzungen von Basteröd (schwedisch Hällristningar i Basteröd) im Kirchspiel Klövedal auf der Insel Tjörn sind mit mehr als 70 Figuren einschließlich dem Vorkommen von Schälchen die umfangreichste Felsritzung des südlichen Bohuslän aus der schwedischen Bronzezeit (1800 bis 500 v. Chr.)
Die Petroglyphen von Basteröd werden erstmals 1882 erwähnt, als damals einzige bekannte Figuren auf Tjörn. Auf dem Aufschluss findet sich eine Flotte von 15 Schiffen, darunter Tjörns größtes Schiff mit 157 cm Länge.
Zwei der Schiffe von Basteröd sind mit bogenförmigen Linien (schematischen Luren) versehen, die als Musikinstrumente interpretiert werden. Die rot ausgemalten Figuren im Fels sind mit ungewöhnlich breiten Linien markiert.
In der Nähe liegt das Gräberfeld von Pilane.